# Montpezat (Gard)
Pour les articles homonymes, voir Montpezat.
Montpezat est une commune française située dans le centre du département du Gard, en région Occitanie. Ses habitants se nomment les Montpezagaus.
Le patrimoine architectural de la commune comprend un immeuble protégé au titre des monuments historiques : le château, inscrit en 1949.
Montpezat est une commune rurale qui compte 1 398 habitants en 2022, après avoir connu une forte hausse de la population depuis 1968. Elle fait partie de l'aire d'attraction de Nîmes.
La commune possède un patrimoine naturel remarquable composé d'une zone naturelle d'intérêt écologique, faunistique et floristique.

## Géographie

### Localisation
La commune est à 5,6 km de Combas et Souvignac, 18,4 de Quissac et 21,7 de Nimes.
Les communes limitrophes sont  Combas, Parignargues, Saint-Côme-et-Maruéjols, Saint-Mamert-du-Gard et Souvignargues.

### Géologie et relief
La commune se compose de 45,96 hectares de territoires artificialisés (3,82 %), 604,29 hectares de territoires agricoles (50,19 %) et 554,23 hectares de forêts et milieux semi-naturels (46,03 %).

### Paysages

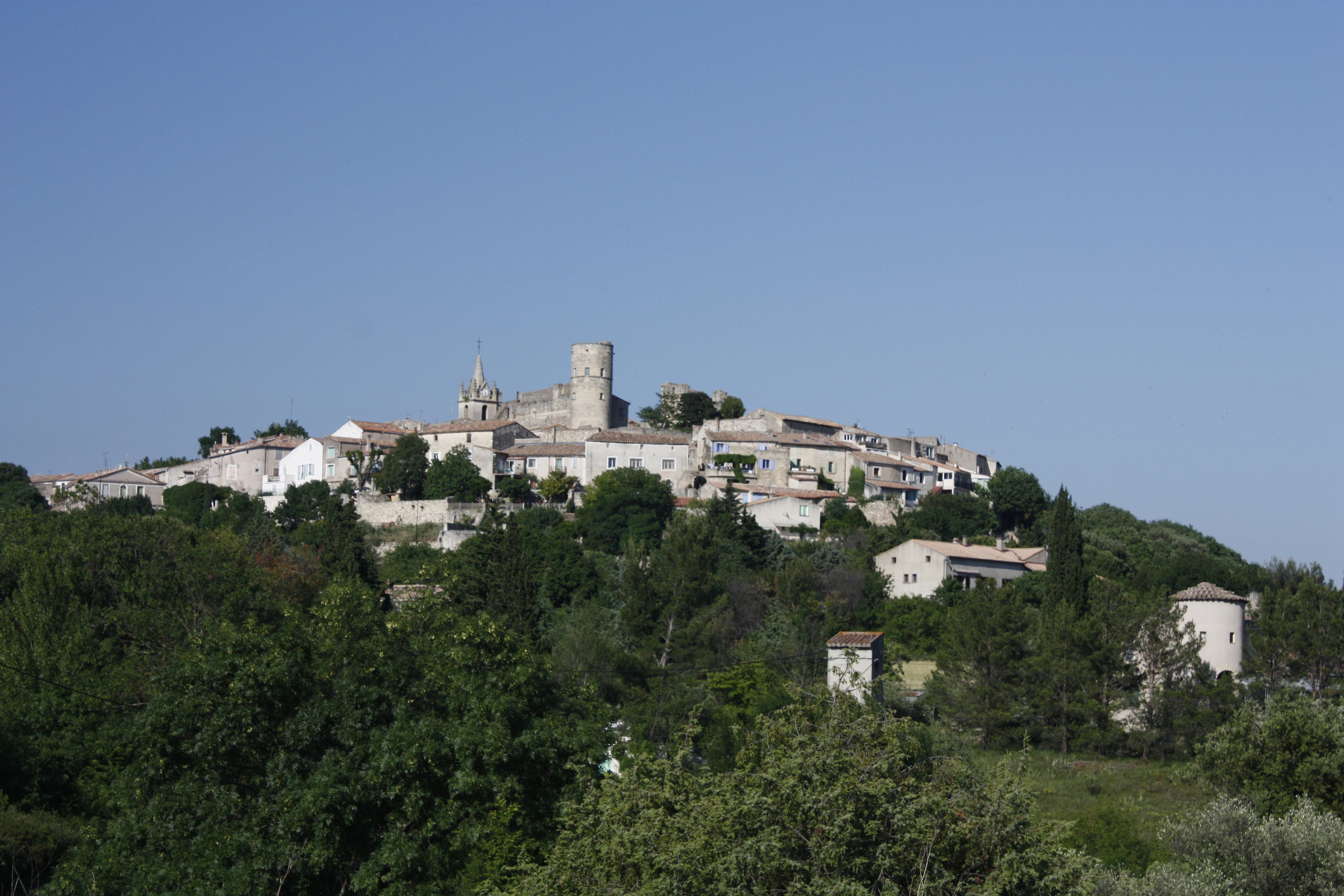
Le château, l'église et le vieux village.

### Hydrographie et les eaux souterraines
Six cours d'eau traversent le territoire de Montpezat, : Rivière du Moulin; Ruisseau d'Aigalade; Ruisseau de Braune; Ruisseau de Font de Fige; Ruisseau de Massargues; Ruisseau du Pont.
Le territoire du Syndicat Intercommunal d'Alimentation en Eau Potable (SIAEP) du Vidourle comprend huit communes dont Montpezat.

### Climat
Pour des articles plus généraux, voir Climat de l'Occitanie et Climat du Gard.
En 2010, le climat de la commune est de type climat méditerranéen franc, selon une étude s'appuyant sur une série de données couvrant la période 1971-2000. En 2020, Météo-France publie une typologie des climats de la France métropolitaine dans laquelle la commune est exposée à un climat méditerranéen et est dans la région climatique Provence, Languedoc-Roussillon, caractérisée par une pluviométrie faible en été, un très bon ensoleillement (2 600 h/an), un été chaud (21,5 °C), un air très sec en été, sec en toutes saisons, des vents forts (fréquence de 40 à 50 % de vents> 5 m/s) et peu de brouillards.
Pour la période 1971-2000, la température annuelle moyenne est de 13,7 °C, avec une amplitude thermique annuelle de 17,3 °C. Le cumul annuel moyen de précipitations est de 865 mm, avec 6,8 jours de précipitations en janvier et 3 jours en juillet. Pour la période 1991-2020, la température moyenne annuelle observée sur la station météorologique la plus proche, située sur la commune de Vic-le-Fesq à 6 km à vol d'oiseau, est de 14,2 °C et le cumul annuel moyen de précipitations est de 844,7 mm,. Pour l'avenir, les paramètres climatiques de la commune estimés pour 2050 selon différents scénarios d’émission de gaz à effet de serre sont consultables sur un site dédié publié par Météo-France en novembre 2022.

### Voies de communications et transports

#### Voies routières
La commune est à 8,7 km de la gare de Gare de Fons - Saint-Mamert, 12,0 de Calvison, 15,1 de la Gare de Saint-Geniès-de-Malgoirès, 18,5 de la Gare de Vergèze-Codognan et 21,1 de Nîmes.
- A9, dite La Languedocienne (entre la ville d'Orange et l'échangeur de l'A61 au niveau de Narbonne) et La Catalane (de l'A61 à la frontière espagnole)). Échangeurs Aigues-Mortes, Gallargues-le-Montueux.
- A54. Elle relie Nîmes à Salon-de-Provence. Échangeur Nîmes-Centre.

#### Lignes SNCF
- Gare de Fons - Saint-Mamert.

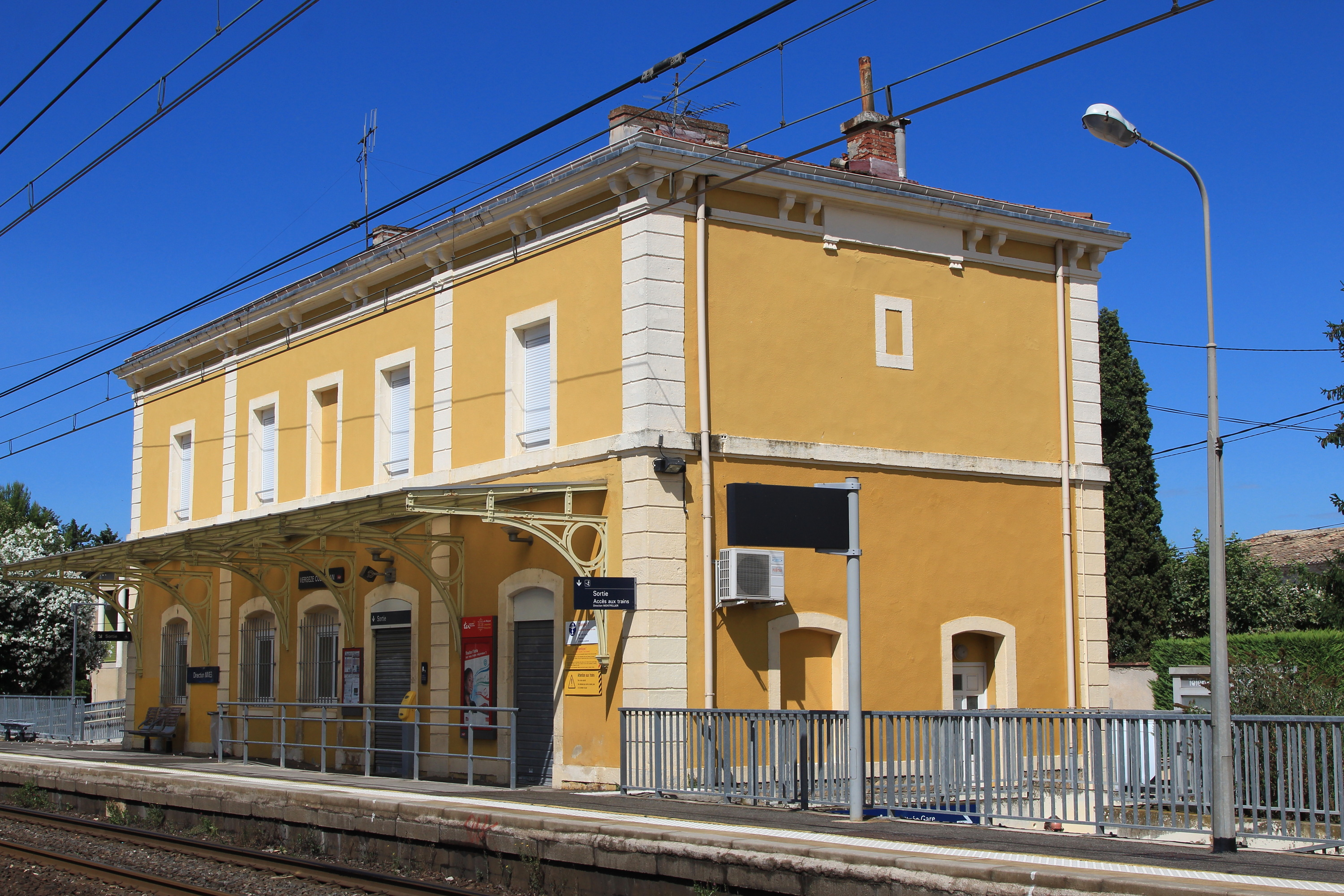
Gare de Vergèze - Codognan

- Gare de Saint-Geniès-de-Malgoirès.
- Gare de Vergèze - Codognan
- Gare de Milhaud.
- Gare d'Uchaud.

#### Transports aériens
- Aéroport de Nîmes-Grande Provence Méditerranée.
- Aéroport de Montpellier Méditerranée.

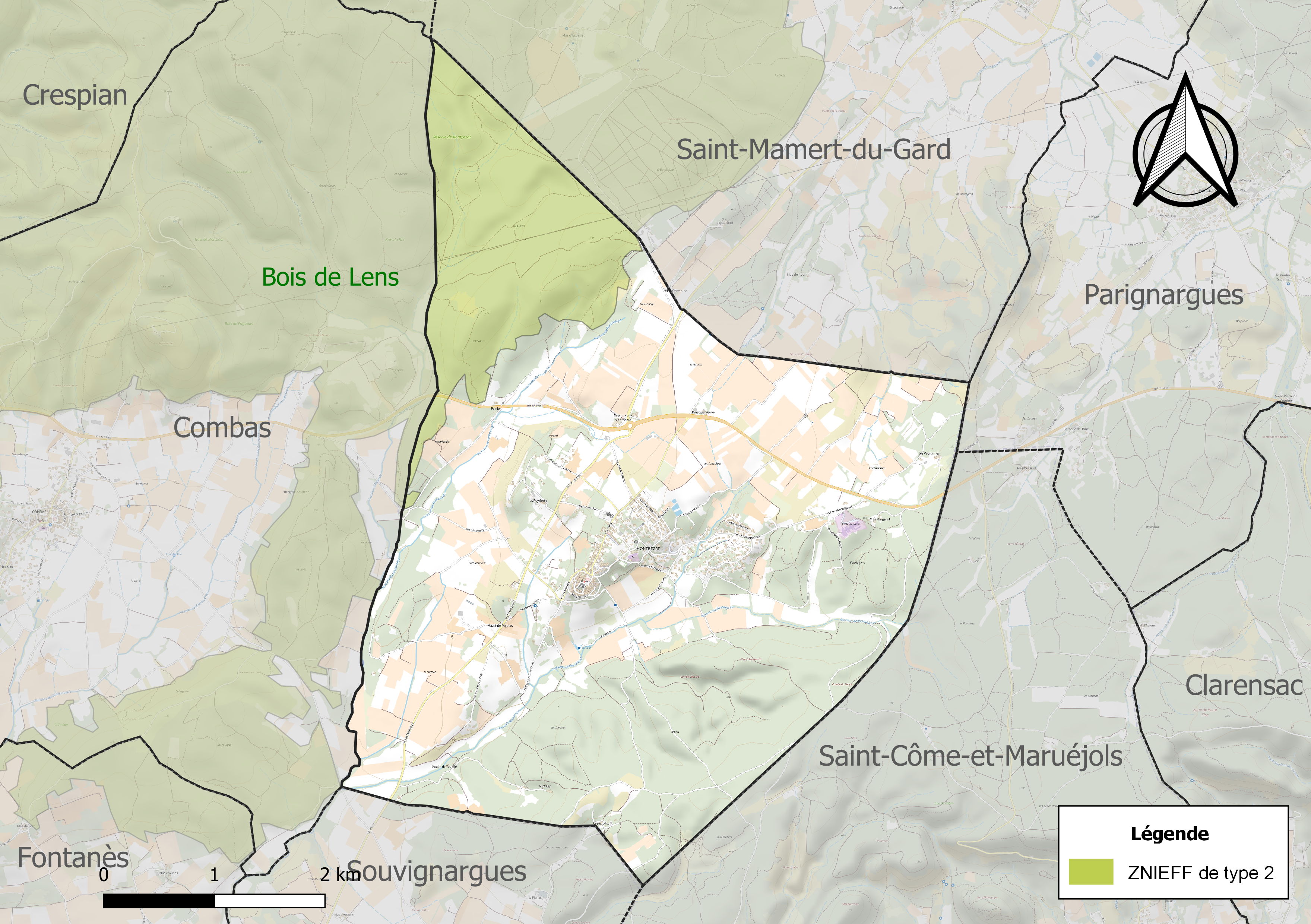
Carte de la ZNIEFF de type 2 localisée sur la commune.

### Milieux naturels et biodiversité
L’inventaire des zones naturelles d'intérêt écologique, faunistique et floristique (ZNIEFF) a pour objectif de réaliser une couverture des zones les plus intéressantes sur le plan écologique, essentiellement dans la perspective d’améliorer la connaissance du patrimoine naturel national et de fournir aux différents décideurs un outil d’aide à la prise en compte de l’environnement dans l’aménagement du territoire.
Une ZNIEFF de type 2 est recensée sur la commune :
le « bois de Lens » (8 318 ha), couvrant 19 communes du département.

## Urbanisme

### Typologie
Au 1er janvier 2024, Montpezat est catégorisée bourg rural, selon la nouvelle grille communale de densité à sept niveaux définie par l'Insee en 2022.
Elle est située hors unité urbaine. Par ailleurs la commune fait partie de l'aire d'attraction de Nîmes, dont elle est une commune de la couronne,. Cette aire, qui regroupe 92 communes, est catégorisée dans les aires de 200 000 à moins de 700 000 habitants,.

### Occupation des sols
L'occupation des sols de la commune, telle qu'elle ressort de la base de données européenne d’occupation biophysique des sols Corine Land Cover (CLC), est marquée par l'importance des territoires agricoles (50,4 % en 2018), en diminution par rapport à 1990 (52 %). La répartition détaillée en 2018 est la suivante :
cultures permanentes (36,5 %), forêts (32,5 %), prairies (13,8 %), milieux à végétation arbustive et/ou herbacée (13,4 %), zones urbanisées (3,8 %), zones agricoles hétérogènes (0,1 %). L'évolution de l’occupation des sols de la commune et de ses infrastructures peut être observée sur les différentes représentations cartographiques du territoire : la carte de Cassini (XVIIIe siècle), la carte d'état-major (1820-1866) et les cartes ou photos aériennes de l'IGN pour la période actuelle (1950 à aujourd'hui).

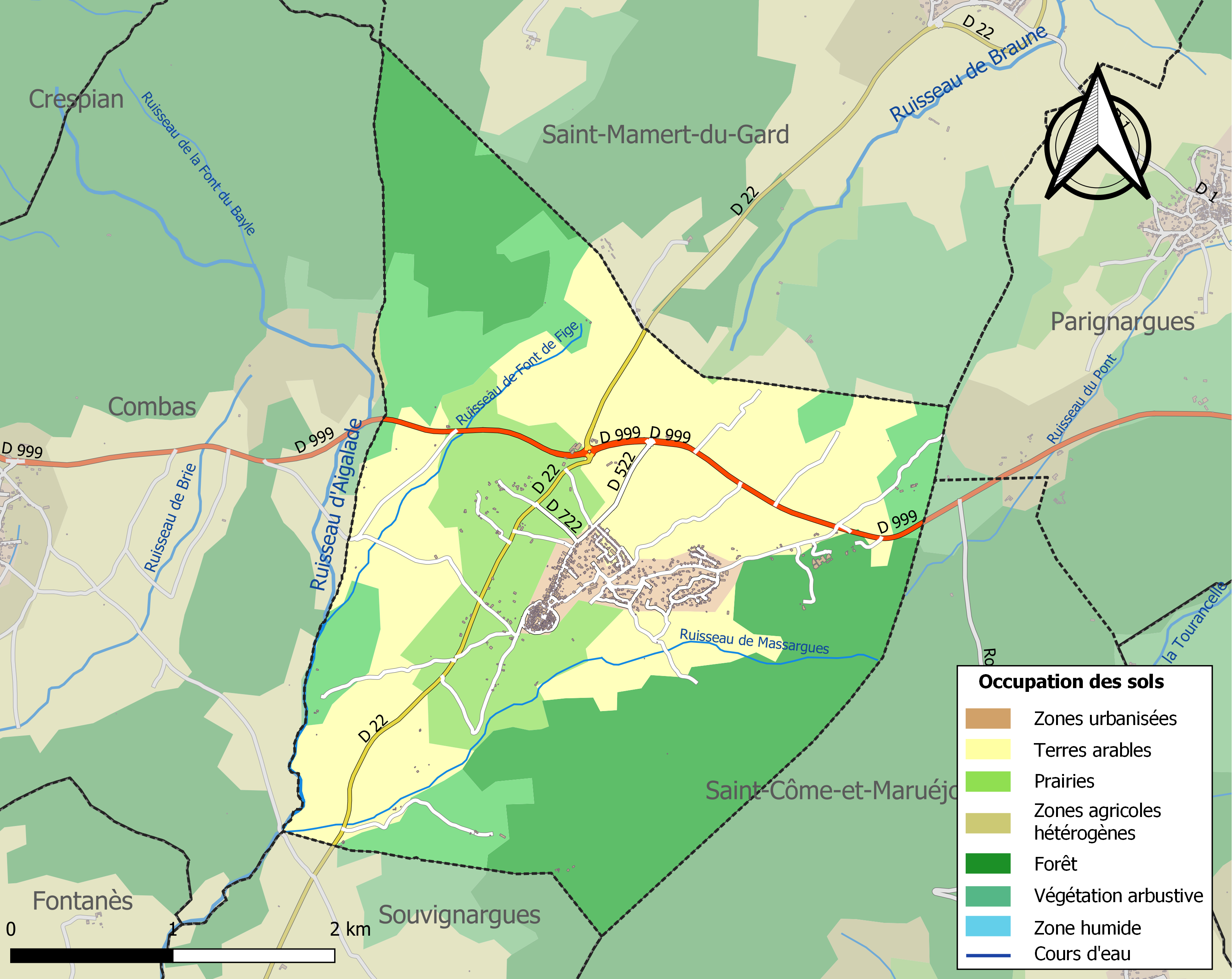
Carte des infrastructures et de l'occupation des sols de la commune en 2018 (CLC).

La commune dispose d'un plan local d'urbanisme.

### Risques majeurs
Le territoire de la commune de Montpezat est vulnérable à différents aléas naturels : météorologiques (tempête, orage, neige, grand froid, canicule ou sécheresse), inondations, feux de forêts et séisme (sismicité faible). Il est également exposé à un risque technologique, le transport de matières dangereuses. Un site publié par le BRGM permet d'évaluer simplement et rapidement les risques d'un bien localisé soit par son adresse soit par le numéro de sa parcelle.

#### Risques naturels
Certaines parties du territoire communal sont susceptibles d’être affectées par le risque d’inondation par débordement de cours d'eau, notamment le ruisseau d'Aigalade. La commune a été reconnue en état de catastrophe naturelle au titre des dommages causés par les inondations et coulées de boue survenues en 1982, 1988, 2001, 2002 et 2014,.

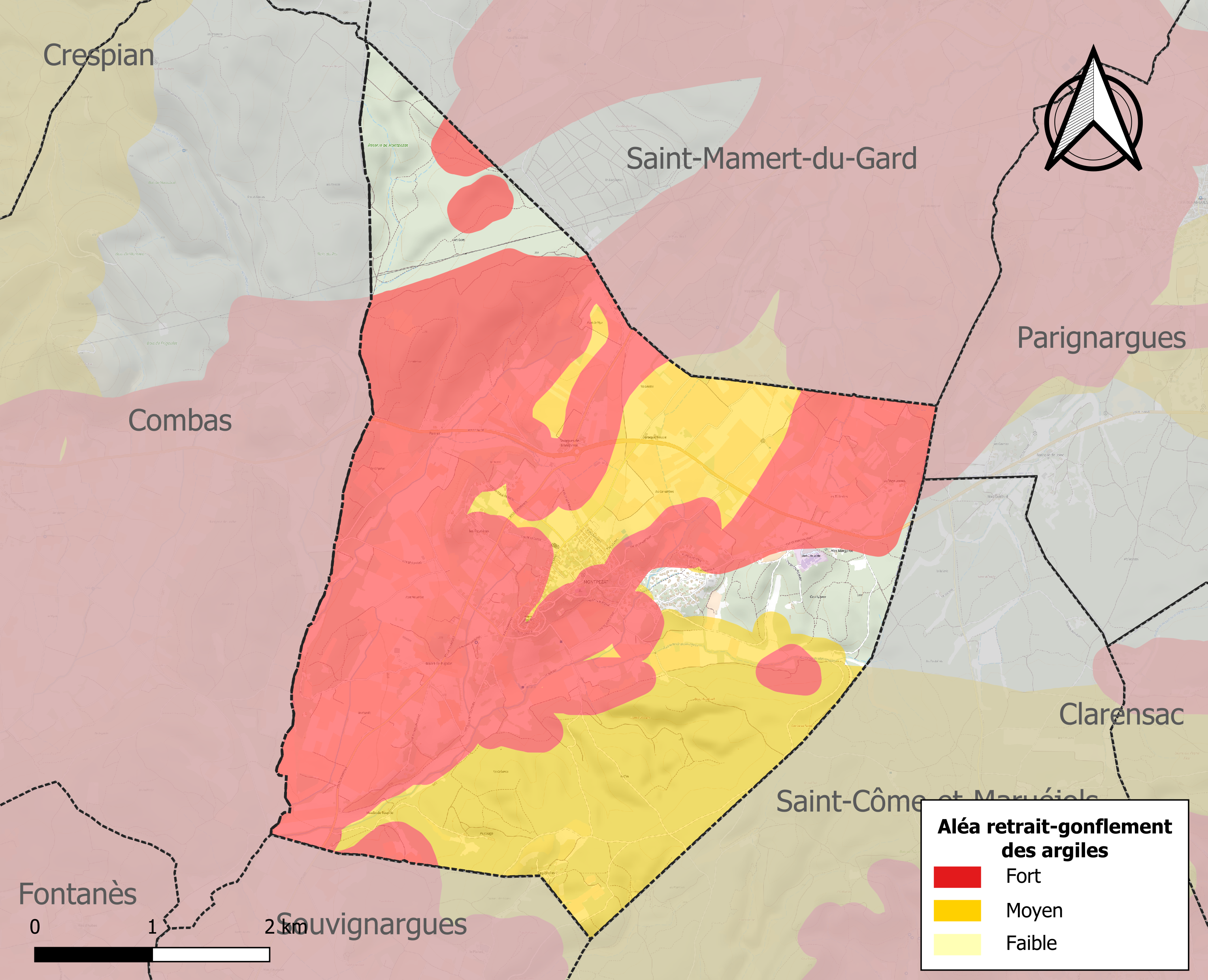
Carte des zones d'aléa retrait-gonflement des sols argileux de Montpezat.

Le retrait-gonflement des sols argileux est susceptible d'engendrer des dommages importants aux bâtiments en cas d’alternance de périodes de sécheresse et de pluie. 87,9 % de la superficie communale est en aléa moyen ou fort (67,5 % au niveau départemental et 48,5 % au niveau national). Sur les 489 bâtiments dénombrés sur la commune en 2019, 428 sont en aléa moyen ou fort, soit 88 %, à comparer aux 90 % au niveau départemental et 54 % au niveau national. Une cartographie de l'exposition du territoire national au retrait gonflement des sols argileux est disponible sur le site du BRGM,.
Par ailleurs, afin de mieux appréhender le risque d’affaissement de terrain, l'inventaire national des cavités souterraines permet de localiser celles situées sur la commune.

#### Risques technologiques
Le risque de transport de matières dangereuses sur la commune est lié à sa traversée par des infrastructures routières ou ferroviaires importantes ou la présence d'une canalisation de transport d'hydrocarbures. Un accident se produisant sur de telles infrastructures est en effet susceptible d’avoir des effets graves au bâti ou aux personnes jusqu’à 350 m, selon la nature du matériau transporté. Des dispositions d’urbanisme peuvent être préconisées en conséquence.

## Toponymie

### Attestation du nom
| Année                                                      | Nom                                                       | Document                                                                                                   |
| ---------------------------------------------------------- | --------------------------------------------------------- | --- |
| 994                                                        | Villa Alsatis                                             | Charte du 24 mars 994 De Mirignanicus vel Campanias,                                                       |
| 1119                                                       | Sanctus-Sebastianus de Alsatis                            | Bullaire de Saint-Gilles                                                                                   |
| 1156                                                       | Castrum Montis-Pesati                                     | Bulle d'Adrien IV du 10 décembre 1156,                                                                     |
| 1269                                                       | Castrum de Monte-Pesato                                   | Léon Ménard, notes manuscrites                                                                             |
| 1310                                                       | B. de Monte-Pezato                                        | Léon Ménard, notes manuscrites                                                                             |
| 1381                                                       | B. de Monte-Pezato                                        | Léon Ménard, notes manuscrites                                                                             |
| 1384                                                       | B. de Monte-Pezato                                        | Dénombrement de la sénéchaussée                                                                            |
| 1435                                                       | Mont-Pesat                                                | Répartition du subside de Charles VII                                                                      |
| 1437                                                       | Parrochia de Sancti-Sebastiani de Montepesato             | Étienne Rostang, notaire d'Anduze, XVe siècle                                                              |
| 1462                                                       | Montpesat-lès-Nismes                                      | Registre-copie de lettres royaux de la sénéchaussée de Beaucaire et de Nîmes, pour les années 1461 et 1462 |
| 1485                                                       | Mons-Pesatus                                              | Léon Ménard, notes manuscrites                                                                             |
| 1616                                                       | La baronnie de Montpezat                                  | Archives communales de Combas                                                                              |
| 1627                                                       | Prioratus Sanctorum Fabiani et Sabastiani de Monte-Pesato | Insinuations ecclésiastiques du diocèse de Nîmes                                                           |
| 1704                                                       | Montpezac                                                 | Charles-Joseph de La Baume, Relation historique de la révolte des Fanatiques ou des Camisards              |
| 1711                                                       | Le château de Montpezat                                   | Archives départementales, C 796                                                                            |
| Source : Dictionnaire topographique du département du Gard |                                                           | |

### Étymologie
Montis-Pesati voudrait dire « mont aux fortes pentes » selon Jacques Astor qui rapproche ce toponyme de La Pezade, issu de (via) pesata, « voie en pente », « pente » (du latin pendere, pensum).
Pour Frédéric Mistral, la filiation du nom par le roman, c'est-à-dire l'ancienne langue d'oc, amène à comprendre l'étymologie de Montpezat de cette façon :

Provençal Mount-Pezat, du roman Monpezat, Monpesat, Mont-Pessat, du bas latin Mons Pezatus : mont brisé ou défriché.
Racines provençales :
- mount : mont[29].
- peça, du roman pessar, peissar, peciar, pecciar : v., mettre en pièces, casser rompre[30].
- peça, languedocien peçat / peçado : part. et adj., brisé, cassé, ée, rompu, ue[30].
- pèço, roman catalan pessa, portugais peça, espagnol pieza, italien pezza, du bas latin petium : s. f., pièce, morceau, lambeau[31].

## Histoire

### Moyen Âge
Alsas est l'ancien nom de Montpezat. C'est un acte du bullaire de Saint-Gilles qui révèle l'identité de la villa Alsatis de la charte de 994 et du village de Montpezat. L'importance du château de Montpezat, castrum Montis-Pesati cité dans la bulle de 1156 du Pape Adrien IV, comme appartenent à l'évêque de Nîmes, remplace à cette époque le nom primitif Sanctus-Sebastianus de Alsatis qui se trouve dans le bullaire. Au XIIe siècle, le village est une place forte occupant une position stratégique sur les premiers contreforts des Cévennes. Son allure guerrière marque fortement le paysage.

### Époque moderne
Montpezat, comme beaucoup de communes de cette région eut son lot de malheurs. Durant les guerres de religion, vers 1570, les protestants des environs, attaqués par le maréchal de Damville, se réfugièrent dans l'enceinte du château, mais un assaut final eut lieu et tous les hommes y furent massacrés.

### Personnalités liées à la commune
- Médaillés de Sainte-Hélène[33].

### Époque contemporaine
En 1851 la densité de population de Montpezat dépasse les 100 habitants/km2. Au XVIIe siècle les Hautes Cévennes sont plus peuplées que les plaines des Basses Cévennes, peut-être grâce à la présence du châtaignier dans les hauteurs où il se plaît mieux. Dans les plaines plus basses, c'est le développement du mûrier dès le début du XVIIIe siècle qui a accompagné la croissance démographique commencée au XVIIe siècle.

## Politique et administration

### Liste des maires
| Période                                  | Période   | Identité              | Étiquette | Qualité |
| ---------------------------------------- | --------- | --------------------- | --------- | ------- |
| Les données manquantes sont à compléter. |           |                       |           |         |
| avant 1988                               | mars 1989 | Adrien Boyer          | DVG       |         |
| mars 1989                                | mars 2014 | Bernard Compan        | DVG       |         |
| mars 2014                                | En cours  | Jean-Michel Andriuzzi | DVG-FG    | Cadre   |

### Budget et fiscalité 2023

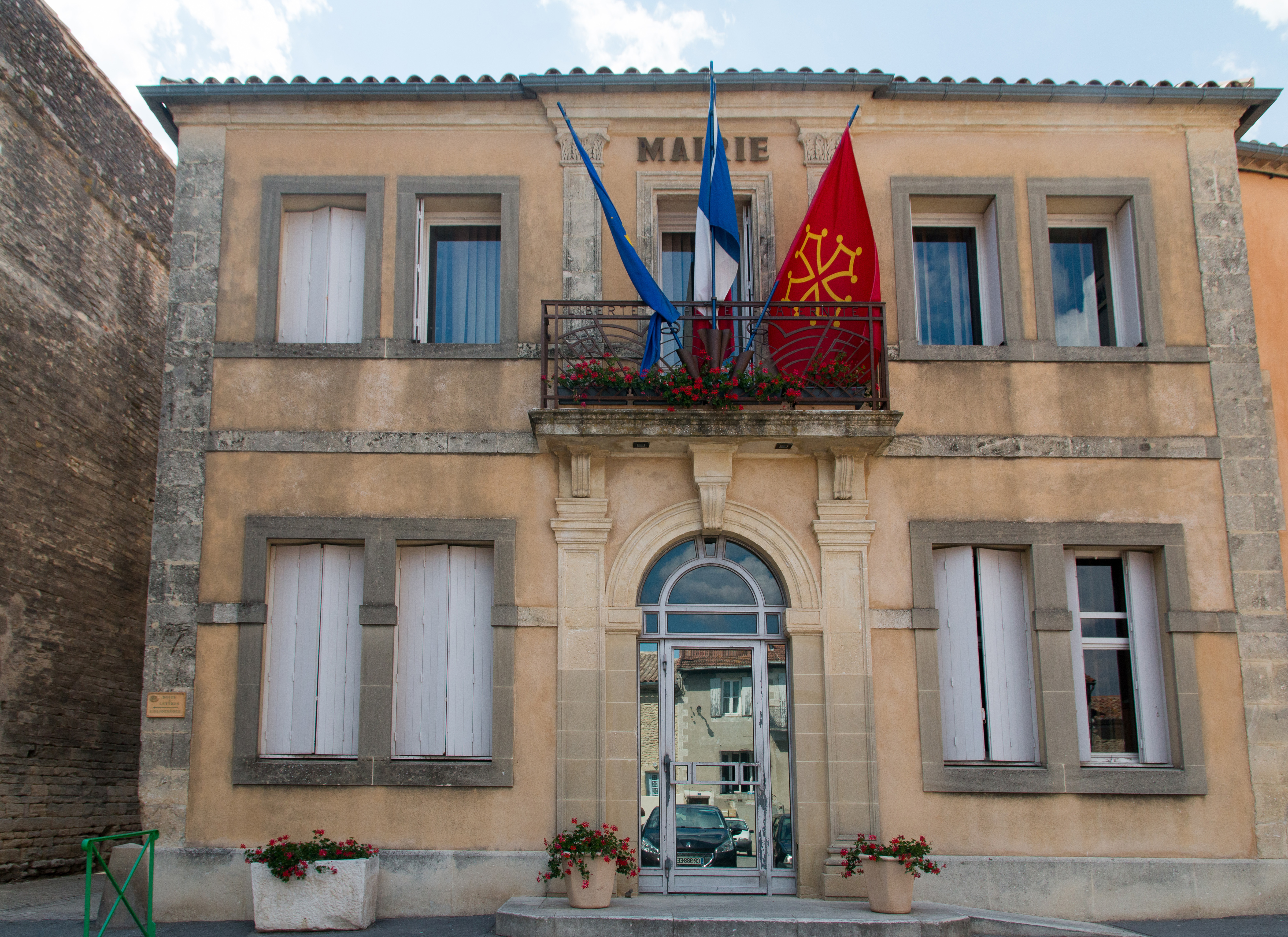
La mairie.

En 2023, le budget de la commune était constitué ainsi :
- total des produits de fonctionnement : 969 000 €, soit 687 € par habitant ;
- total des charges de fonctionnement : 800 000 €, soit 566 € par habitant ;
- total des ressources d'investissement : 429 000 €, soit 304 € par habitant ;
- total des emplois d'investissement : 273 000 €, soit 194 € par habitant ;
- endettement : 180 000 €, soit 127 € par habitant.

Avec les taux de fiscalité suivants :
- taxe d'habitation : 11,21 % ;
- taxe foncière sur les propriétés bâties : 43,14 % ;
- taxe foncière sur les propriétés non bâties : 69,29 % ;
- taxe additionnelle à la taxe foncière sur les propriétés non bâties : 0,00 % ;
- cotisation foncière des entreprises : 0,00 %.

## Population et société

### Démographie

#### Évolution démographique
L'évolution du nombre d'habitants est connue à travers les recensements de la population effectués dans la commune depuis 1793. Pour les communes de moins de 10 000 habitants, une enquête de recensement portant sur toute la population est réalisée tous les cinq ans, les populations de référence des années intermédiaires étant quant à elles estimées par interpolation ou extrapolation. Pour la commune, le premier recensement exhaustif entrant dans le cadre du nouveau dispositif a été réalisé en 2008.

En 2022, la commune comptait 1 398 habitants, en évolution de +20,73 % par rapport à 2016 (Gard : +2,97 %, France hors Mayotte : +2,11 %).
| 1793 | 1800 | 1806 | 1821 | 1831 | 1836 | 1841 | 1846 | 1851 |
| ---- | ---- | ---- | ---- | ---- | ---- | ---- | ---- | ---- |
| 465  | 497  | 555  | 553  | 554  | 500  | 601  | 577  | 588  |

| 1856 | 1861 | 1866 | 1872 | 1876 | 1881 | 1886 | 1891 | 1896 |
| ---- | ---- | ---- | ---- | ---- | ---- | ---- | ---- | ---- |
| 600  | 582  | 601  | 600  | 554  | 472  | 436  | 446  | 471  |

| 1901 | 1906 | 1911 | 1921 | 1926 | 1931 | 1936 | 1946 | 1954 |
| ---- | ---- | ---- | ---- | ---- | ---- | ---- | ---- | ---- |
| 490  | 520  | 530  | 535  | 503  | 474  | 435  | 414  | 453  |

| 1962 | 1968 | 1975 | 1982 | 1990 | 1999 | 2006  | 2008  | 2013  |
| ---- | ---- | ---- | ---- | ---- | ---- | ----- | ----- | ----- |
| 475  | 465  | 473  | 589  | 671  | 923  | 1 033 | 1 065 | 1 039 |

| 2018  | 2022  | - | - | - | - | - | - | - |
| ----- | ----- | - | - | - | - | - | - | - |
| 1 309 | 1 398 | - | - | - | - | - | - | - |

### Enseignement
Établissements d'enseignements :
- Écoles maternelles et primaires à Montpezat[42], Combas, Saint-Mamert-du-Gard, Saint-Côme-et-Maruéjols, Souvignargues, Fontanès.
- Collèges à Clarensac, Calvisson, Moulézan, Calvisson, Sommières.
- Lycées à Nîmes, Sommières, Milhaud.

### Santé
Professionnels et établissements de santé :
- Médecins à Montpezat, Saint-Mamert-du-Gard, Souvignargues, Clarensac, Calvisson, Sommières.
- Pharmacies à Saint-Mamert-du-Gard, Clarensac, Calvisson, Sommières.
- Hôpitaux à Sommières, Quissac, Vestric-et-Candiac, Nîmes, Lunel.

### Manifestations culturelles et festivités
- Association culturelle pour la promotion des échanges entre l'Inde et la France[44].
- Six associations interviennent pour l'animation de la commune[45].

### Cultes
- Culte catholique, Ensemble paroissial de Sommières[46], Diocèse de Nîmes.

## Économie

### Revenus
En 2018 (données Insee publiées en septembre 2021), la commune compte 493 ménages fiscaux, regroupant 1 269 personnes. La médiane du revenu disponible par unité de consommation est de 20 860 € (20 020 € dans le département).
Chiffres clés Revenus et pauvreté des ménages en 2021 : médiane en 2021 du revenu disponible, par unité de consommation : 23 170 €.

### Emploi
|                | 2008   | 2013  | 2018  |
| -------------- | ------ | ----- | ----- |
| Commune        | 5,8 %  | 8,7 % | 9,9 % |
| Département    | 10,6 % | 12 %  | 12 %  |
| France entière | 8,3 %  | 10 %  | 10 %  |

En 2018, la population âgée de 15 à 64 ans s'élève à 827 personnes, parmi lesquelles on compte 76,5 % d'actifs (66,6 % ayant un emploi et 9,9 % de chômeurs) et 23,5 % d'inactifs,. Depuis 2008, le taux de chômage communal (au sens du recensement) des 15-64 ans est inférieur à celui de la France et du département.
La commune fait partie de la couronne de l'aire d'attraction de Nîmes, du fait qu'au moins 15 % des actifs travaillent dans le pôle,. Elle compte 217 emplois en 2018, contre 185 en 2013 et 250 en 2008. Le nombre d'actifs ayant un emploi résidant dans la commune est de 565, soit un indicateur de concentration d'emploi de 38,3 % et un taux d'activité parmi les 15 ans ou plus de 61,9 %.
Sur ces 565 actifs de 15 ans ou plus ayant un emploi, 72 travaillent dans la commune, soit 13 % des habitants. Pour se rendre au travail, 86,9 % des habitants utilisent un véhicule personnel ou de fonction à quatre roues, 6,5 % les transports en commun, 3,8 % s'y rendent en deux-roues, à vélo ou à pied et 2,7 % n'ont pas besoin de transport (travail au domicile).

### Activités hors agriculture

#### Secteurs d'activités
86 établissements sont implantés à Montpezat au 31 décembre 2019. Le tableau ci-dessous en détaille le nombre par secteur d'activité et compare les ratios avec ceux du département,.
| Secteur d'activité                                                                                        | Commune | Commune | Département |
| Secteur d'activité                                                                                        | Nombre  | %       | %           |
| --- | ------- | ------- | ----------- |
| Ensemble                                                                                                  | 86      | 100 %   | (100 %)     |
| Industrie manufacturière, industries extractives et autres                                                | 6       | 7 %     | (7,9 %)     |
| Construction                                                                                              | 18      | 20,9 %  | (15,5 %)    |
| Commerce de gros et de détail, transports, hébergement et restauration                                    | 21      | 24,4 %  | (30 %)      |
| Information et communication                                                                              | 5       | 5,8 %   | (2,2 %)     |
| Activités financières et d'assurance                                                                      | 1       | 1,2 %   | (3 %)       |
| Activités immobilières                                                                                    | 2       | 2,3 %   | (4,1 %)     |
| Activités spécialisées, scientifiques et techniques et activités de services administratifs et de soutien | 16      | 18,6 %  | (14,9 %)    |
| Administration publique, enseignement, santé humaine et action sociale                                    | 11      | 12,8 %  | (13,5 %)    |
| Autres activités de services                                                                              | 6       | 7 %     | (8,8 %)     |

Le secteur du commerce de gros et de détail, des transports, de l'hébergement et de la restauration est prépondérant sur la commune puisqu'il représente 24,4 % du nombre total d'établissements de la commune (21 sur les 86 entreprises implantées à Montpezat), contre 30 % au niveau départemental.

#### Entreprises et commerces
Les quatre entreprises ayant leur siège social sur le territoire communal qui génèrent le plus de chiffre d'affaires en 2020 sont :
- Eva Clarte, conseil en relations publiques et communication (94 k€)
- J 2 C, autres commerces de détail sur éventaires et marchés (85 k€)
- Ora Recrutement & Accompagnement, conseil pour les affaires et autres conseils de gestion (73 k€)
- E Deal & Courtage, conseil pour les affaires et autres conseils de gestion (43 k€)

### Agriculture
La commune est dans les Garrigues, une petite région agricole occupant le centre du département du Gard. En 2020, l'orientation technico-économique de l'agriculture  sur la commune est la viticulture.
|               | 1988 | 2000 | 2010 | 2020 |
| ------------- | ---- | ---- | ---- | ---- |
| Exploitations | 52   | 43   | 28   | 17   |
| SAU (ha)      | 361  | 730  | 276  | 266  |

Le nombre d'exploitations agricoles en activité et ayant leur siège dans la commune est passé de 52 lors du recensement agricole de 1988  à 43 en 2000 puis à 28 en 2010 et enfin à 17 en 2020, soit une baisse de 67 % en 32 ans. Le même mouvement est observé à l'échelle du département qui a perdu pendant cette période 61 % de ses exploitations,. La surface agricole utilisée sur la commune a également diminué, passant de 361 ha en 1988 à 266 ha en 2020. Parallèlement la surface agricole utilisée moyenne par exploitation a augmenté, passant de 7 à 16 ha.

## Culture locale et patrimoine

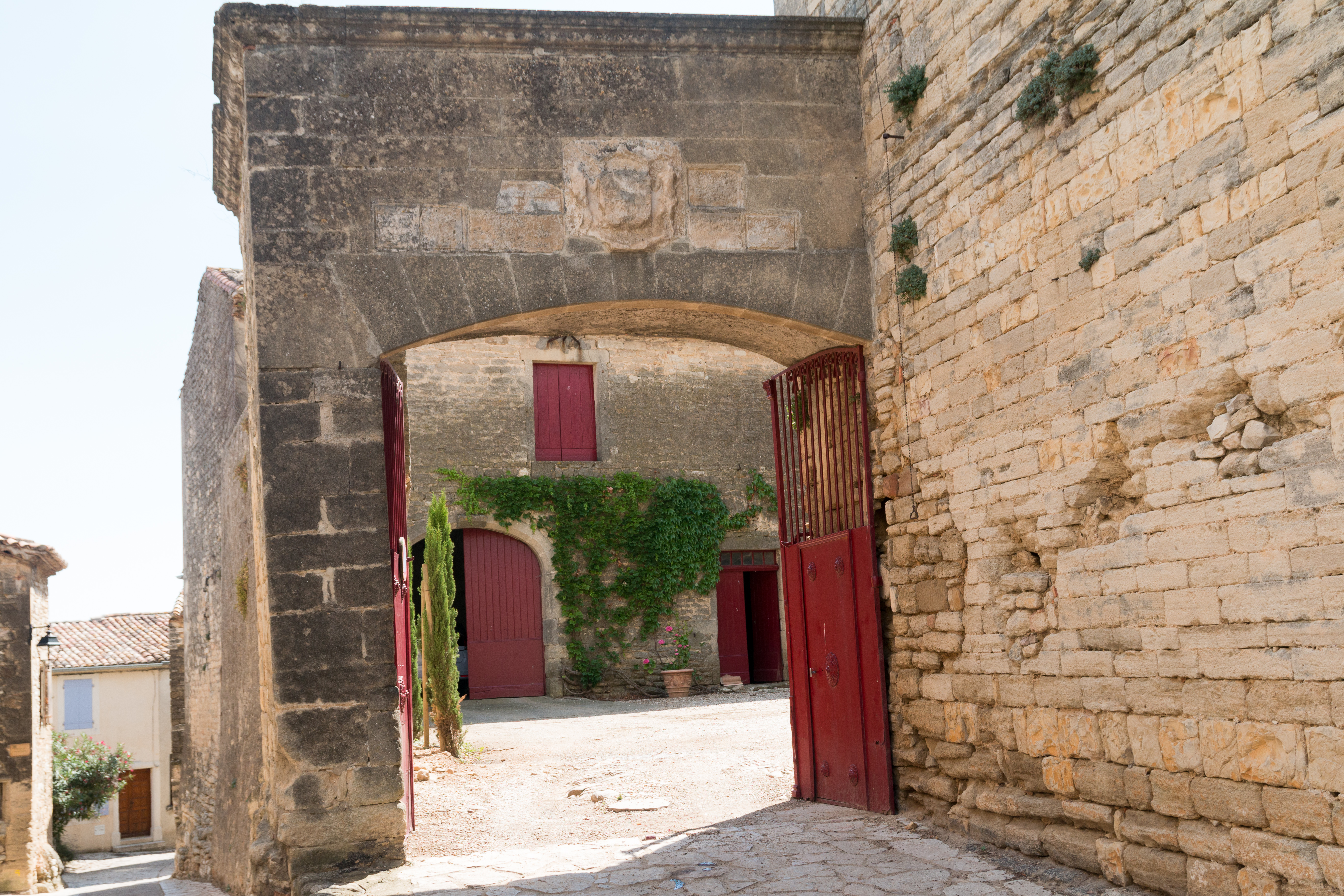
Portail du château.
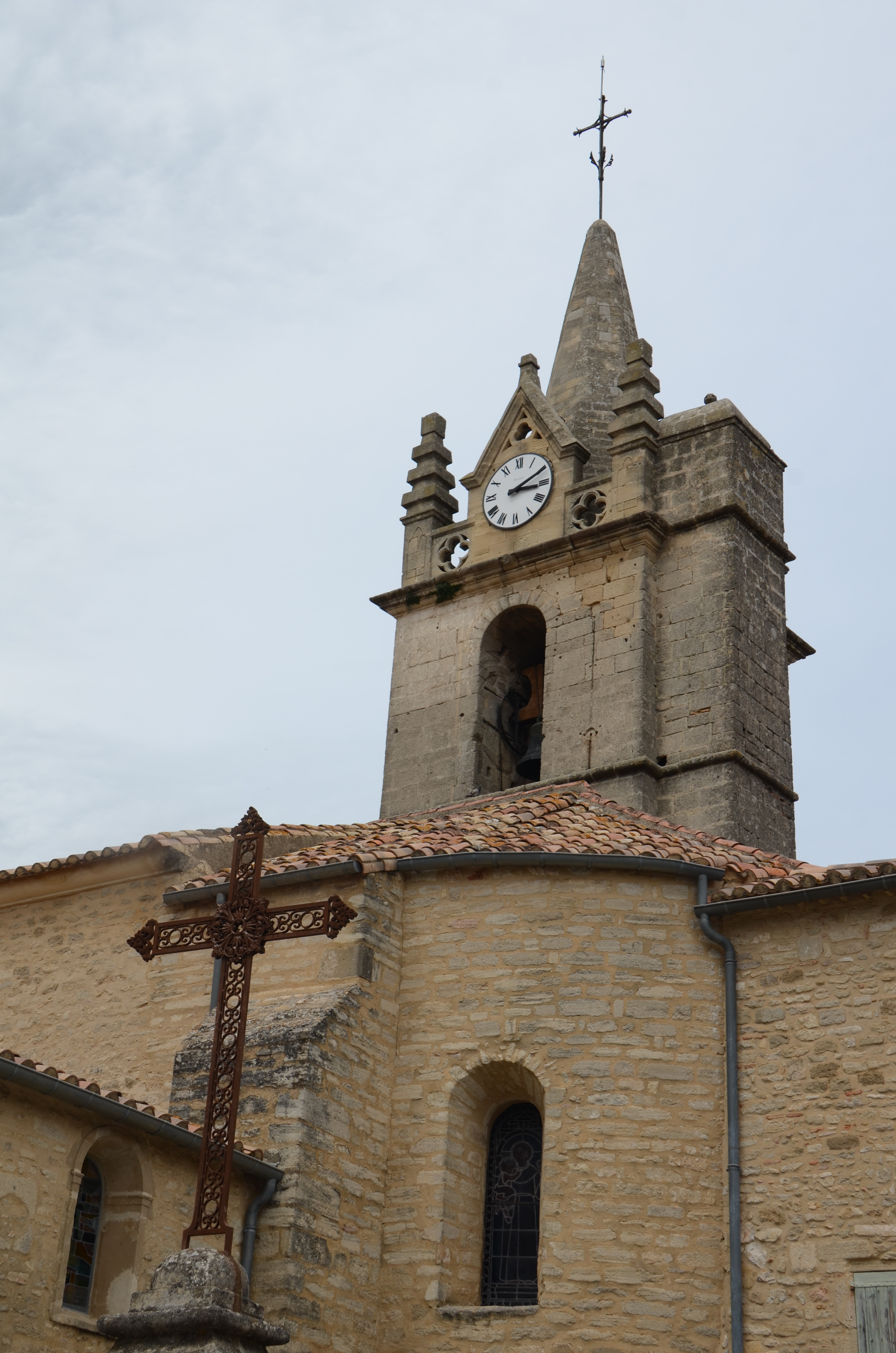
Église Saint-Sébastien.
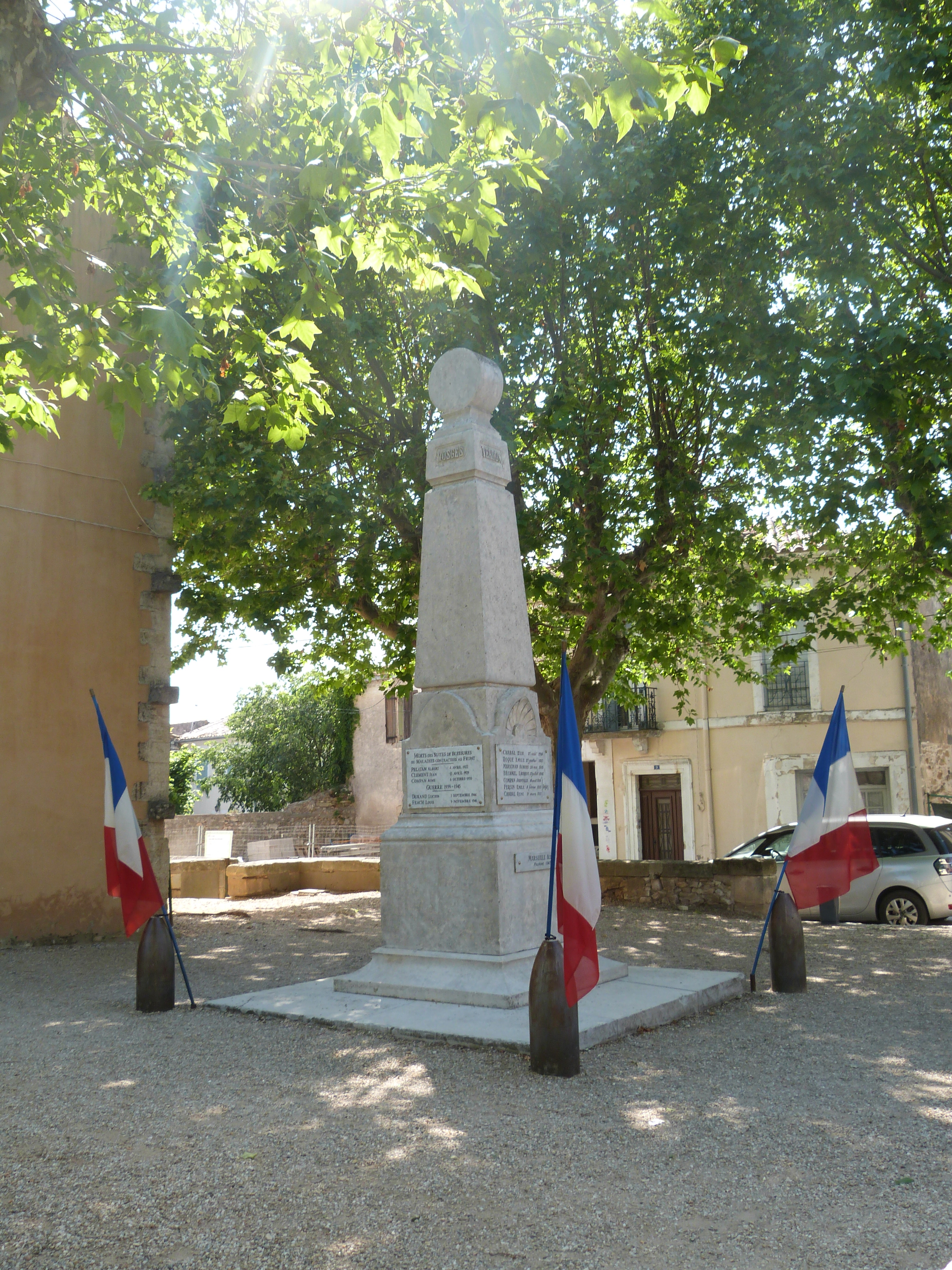
Place Marceau Dalgon.
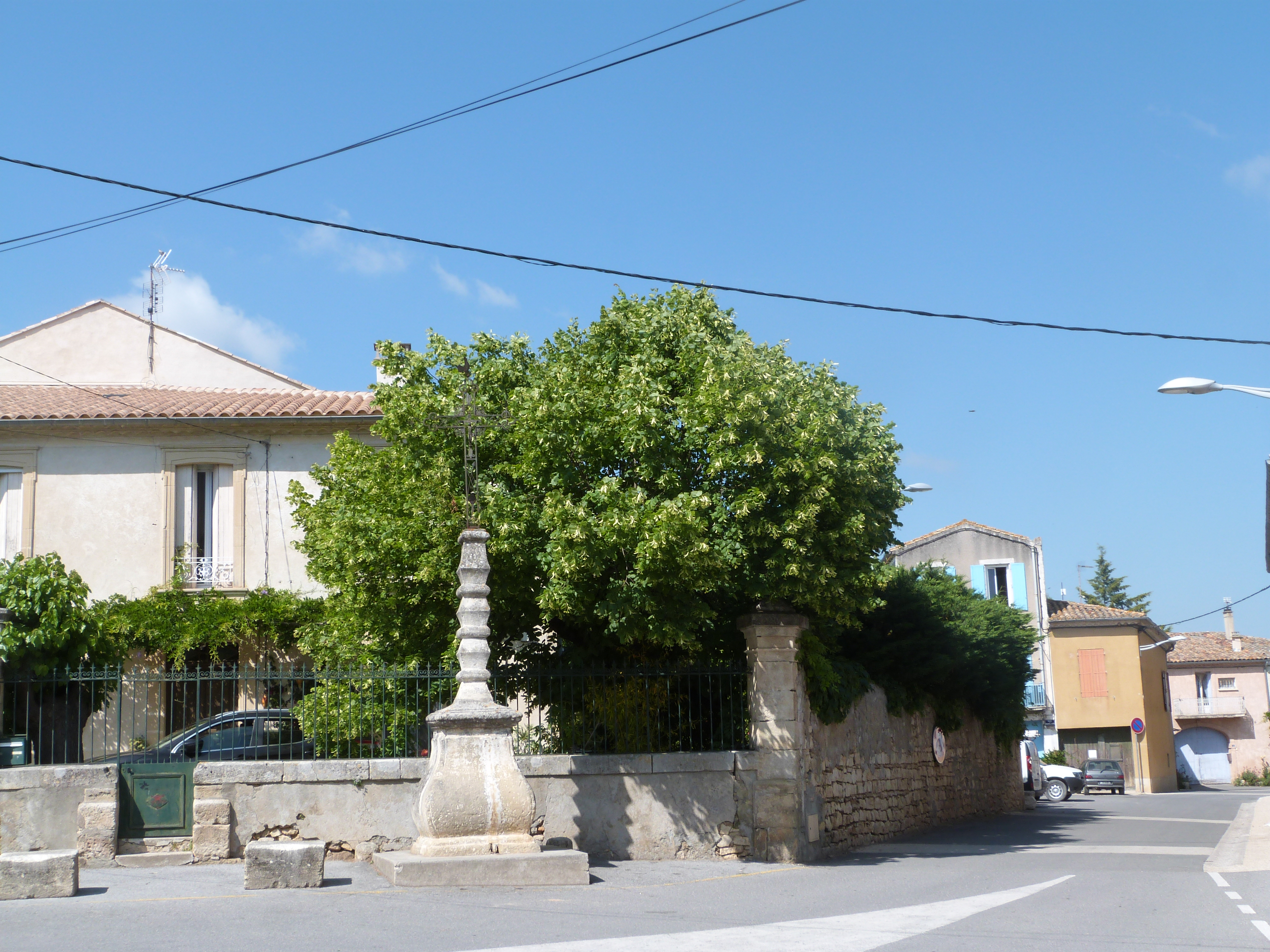
Place des Platanes.

### Édifices civils
- Château des XIVe et XVIe siècles  Inscrit MH (1949)[53],[54],[55].
- Le village, comme ceux voisins de Souvignargues ou de La Calmette est construit en circulade[56].
- Relais[57].
- Puits Place des Platanes, creusé probablement (?) après le démantèlement des remparts en 1573.
- Le lavoir.
- Monument aux morts Place Marceau Dalgon[58],[59],[60].

### Édifices religieux

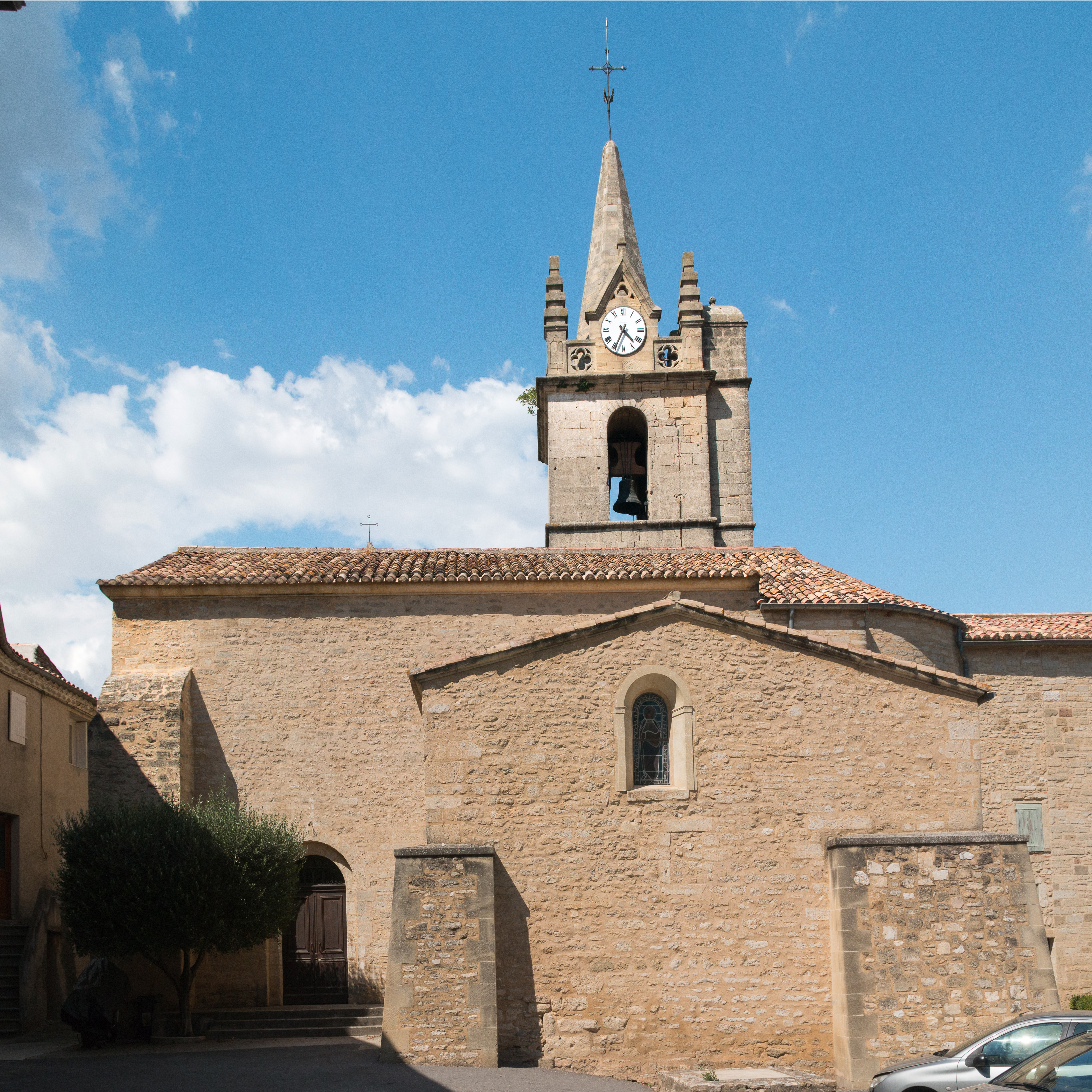
L'église saint Sébastien vue de la place.

- Église Saint-Sébastien de Montpezat, dont le clocher est surmonté d'une flèche en pierre de style gothique[61],[62],[63],[64].

Autel.
Tableau saint Sébastien.
Statue Vierge à l'Enfant,.
Chemin de croix.
Textiles de l'église de Montpezat.
- Temple de l'Église protestante unie de France de Montpezat[71],[72] restauré avec le soutien de la Fondation du patrimoine[73].

### Équipements culturels
- Médiathèque[74].

## Héraldique
| Blason de Montpezat | Blason  | D'azur à la balance d'or appendue au chef, le fléau posé en barre, les plateaux chargés du même. |
| Blason de Montpezat | Détails | Le statut officiel du blason reste à déterminer.                                                 |